# الحامول
الحامول نام شهر و شهرستانی در استان کفر الشیخ مصر است.